# Dorymyrmex joergenseni
Dorymyrmex joergenseni é uma espécie de formiga do gênero Dorymyrmex.